# 阿兰迪加
阿兰迪加，是西班牙阿拉贡自治区萨拉戈萨省的一个市镇。 总面积50平方公里，总人口466人（2001年），人口密度9人/平方公里。